# エレクトリシャン
『エレクトリシャン』は、1984年にSynapse Softwareが発売したAtari 8ビット・コンピュータ用ゲームソフト。
後の1986年12月26日に、コトブキシステムからファミリーコンピュータ ディスクシステム用ゲームソフトとしても発売された。

## 概要
優秀なエレクトリシャン（電気工事士）である主人公、リチャード・ライトを操り、地震により大規模な停電に見舞われた北米全土を移動しながら、各都市の電力を回復していく事がゲームの目的である。クモ、カメ、コウモリといった敵キャラをジャンプでかわしつつ、各都市のビル内ステージの電線を全て補修した後、懐中電灯を使い地下迷路ステージを通り抜け、次の都市へ移動する、という2ステージ=1ワールド式のアクションゲームとなっており、全8ワールドで構成されている。ファミリーコンピュータ ディスクシステム版は、オリジナル版に比べ、全体的なグラフィックの刷新と、一部システムやキャラクターの変更等が行われている。

## ゲーム内容

### アイテム
ベル
取ると1UP。
ヘルメット
天井や敵から頭を守る（ジャンプ時に天井に頭をぶつけなくなる）。
ホッピング
ジャンプ力が2倍になる（ヘルメットと組み合わせると地下迷路ステージの壁を飛び越える事ができる）。
パンチンググローブ
地下迷路ステージの壁を破壊できる。
安全ぐつ
何でも踏みつける事ができるスーパー安全靴。
電球
地下迷路ステージ全体を明るくする。

## 設定

### ステージ構成
ステージとして登場する都市、名所　
- ワシントンD.C.
- サンフランシスコ
- ニューヨーク
- グランド・キャニオン
- ニューオーリンズ
- ラスベガス
- ヒューストン
- ソルトレイクシティ
- ラシュモア山
- サンタモニカ
- ロサンゼルス
- ナイアガラの滝

## 登場キャラクター
リチャード・ライト
- 主人公。1955年12月24日生まれ。血液型はO。初代ナショナルエレクトリシャン・チャンピオンの父親ゆずりの頭脳と器用さで「ミニライト」と周囲から呼ばれる。1970年の全米エレクトリシャン・コンテストに出場し史上最年少チャンピオンとなった。その優勝祝賀会を兼ねたクリスマス・イヴの誕生パーティー中、全米が大規模な地震と停電に見舞われてしまう。大混乱の中、迎えに来た政府専用ヘリコプターでワシントンD.C.に向かった彼は、大統領より「全米の電力を回復せよ」との特命を受け行動を開始する。

ビル・マウス（ヤミッコクラブNo.01）
- 大きくなってもオシメがまだ取れないネズミ。ビル内ステージで電線を切り邪魔をする。

ヨワ・ムシ・フェルナンド（ヤミッコクラブNo.02）
- オクラホマの田舎からやってきた気弱なイモムシ。ビル内ステージをはい回り、電線を食いちぎってしまう。

スペイダーG（ヤミッコクラブNo.03）
- ニューヨークに住むチンピラで、詐欺での逮捕歴あり。ビル内ステージのあちこちに蜘蛛の巣を張る。これにひっかかると一定時間行動不能となる。

ドラQ（コウモリ・モリス）（ヤミッコクラブNo.04）
- 有名な吸血鬼ドラキュラの子孫なのに十字架が好きという変わり者。ビル内ステージを飛びまわり、ライト君を捕まえて他の場所へ運んで邪魔をする。

ロウデン（火の玉キッド）（ヤミッコクラブNo.05）
- 短気なヤンキー小僧。ビル内ステージの電線を猛スピードで動き回る事でストレスを発散させている。触れると感電する。

ドロボースキー
- ロシアからの亡命者で泥棒。日本が好きで、ねずみ小僧を崇拝しており外見も似せている。ビル内ステージで登場。捕まえるとランダムでアイテムを落とす。

Mr.ギャグギャング
- シカゴ生まれのギャングで、ギャグ好き。全米の銀行家に恐れられている。地下迷路ステージで登場。捕まえるとランダムでアイテムを落とす。

ドンジャマン（ドブッコクラブNo.01）
- 超肥満体の亀。潜水が苦手。地下迷路ステージをノロノロと歩く。ジャンプして上から踏みつけると、しばらく動かなくなる。

ナメクジラ（ドブッコクラブNo.02）
- 父がクジラ、母がナメクジのハーフで、いとこはゴジラという変わった家系の出身。地下迷路ステージの地下水路部分に登場。天井に張り付いている。

ミス・ガードナー（ドブッコクラブNo.03）
- 全米ミス・ガコンテストのクイーン。地下迷路ステージをフラフラと飛ぶ。光を好み、懐中電灯をつけていると寄って来る。

ゴールド・モグラー（ドブッコクラブNo.04）
- 地下迷路ステージで登場するモグラ。テキサス生まれの荒くれ者。強い光に弱く、懐中電灯を当てると消える。

イエロー・キャブ（ドブッコクラブNo.05）
- タクシードライバーの怨念で動く無人カー。地下迷路ステージの地上部分を高速で走りまわる。

## 他機種版
| No. | 発売日         | 対応機種         | タイトル         | 開発元           | 発売元 | メディア           | 型式    | 売上本数 | 備考 |
| --- | -------------- | ---------------- | ---------------- | ---------------- | ------ | ------------------ | ------- | -------- | ---- |
| 1   | 1986年12月26日 | ディスクシステム | エレクトリシャン | Synapse Software | ケムコ | ディスクカード両面 | KSC-ELC | -        | -    |

ファミリーコンピュータ版
- 隠し要素 
  - 本作は東海岸から西海岸へと北米を横断するステージ構成になっており、地下迷路ステージの地上部分に表示されるアメリカ各地のグラフィックを楽しめるが、特定の場所でジャンプすると隠しグラフィックに切り替わる。さらに特定の条件を満たせば、隠しエンディングを見る事ができる。

## スタッフ
オリジナル版
- ゲーム・デザイナー：デヴィッド・バンチ

ファミリーコンピュータ ディスクシステム版
- スタッフ：道浦忍、NISHIMOTO、ひらしたやすし
- 音楽：増野宏之
- プログラマー：ながおかしずほ、すえだきみなり、あいはらともはる
- アシスタント・マネージャー：しんじょうみつお
- マネージャー：しみずげんぞう
- ディレクター：いしいまさひろ
- プレジデント：奥原祥司

## 評価
ファミリーコンピュータ版　
- ゲーム誌『ファミリーコンピュータMagazine』の読者投票による「ゲーム通信簿」での評価は以下の通りとなっており、12.19点（満25点）となっている[1]。

| 項目 | キャラクタ | 音楽 | 操作性 | 熱中度 | お買得度 | オリジナリティ | 総合  |
| 得点 | 2.57       | 2.40 | 2.44   | 2.26   | -        | 2.52           | 12.19 |

- ゲーム誌『ユーゲー』では、「乱暴に言えば『パックマン』の亜流なのだが、ピピーッと張ってパッとつくリズムが気持ちよく、ほかのドットイートアクションとは一味違った楽しさがある」、「当時にしては珍しく難易度調整も可能で、意外に遊べてしまうあたり侮れない」と評している[2]。